# 仙饌密酒
仙饌密酒（Ambrosia）是指希臘神話中諸神的食物。在希臘神話中，只有片斷及零碎的史詩曾經描述仙饌密酒，因此仙饌密酒曾被形容為食物，又被形容為飲料，更被形容為塗在身體上的軟膏，而希臘語中仙饌密酒是長生不老的意思，故一般認為吃到仙饌密酒就能得到永恆的生命。其中一個傳說指希臘的英雄阿基里斯曾被他的母親特堤斯塗上仙饌密酒而得到不死之身。
神酒(Nectar)
神酒被認為是奧林帕斯諸神在宴會上由美少年甘尼美得的寶瓶中倒給眾神喝的飲料。相傳凡人喝了能長生不死。